# إديث كرامر
إديث كرامر (بالألمانية: Edith Kramer)‏ هي رسامة وعالمة نفس نمساوية، ولدت في 29 أغسطس 1916 في فيينا في النمسا، وتوفيت في 22 فبراير 2014 في شتايرمارك في النمسا.